# Ali Diab
Ali Dyab (Damasco, 23 maggio 1982) è un ex calciatore siriano, di ruolo difensore.

## Carriera

### Club
Ha giocato nel campionato siriano, iracheno e cinese.

### Nazionale
Ha esordito in Nazionale nel 2004, raccogliendo 73 presenze sino al 2013.